# Level of Concern
Level of Concern è un singolo del duo musicale statunitense Twenty One Pilots, pubblicato il 9 aprile 2020.

## Descrizione
Il testo del brano fa riferimento alla pandemia di COVID-19 e secondo il cantante Tyler Joseph è la prima canzone da lui scritta basandosi su una base di chitarra elettrica da lui realizzata. Parte dei proventi delle vendite del singolo andranno devolute in donazione alla Crew Nation, una società no profit che raccoglie fondi per il personale impiegato per l'organizzazione di tour e spettacoli musicali affetto dai danni economici causati indirettamente dalla pandemia.

## Video musicale
Il video musicale, diretto da Mark C. Eshleman, è stato realizzato da clip registrate a casa propria dai membri del duo, Tyler Joseph e Josh Dun, mentre registrano separatamente il brano, anche per rappresentare la situazione di quarantena in cui il mondo civilizzato si è ritrovato durante il periodo di esplosione della malattia COVID-19.
Il 21 giugno 2020 il duo ha avviato su YouTube una live streaming contenente una versione denominata Never-Ending in cui il videoclip, unito a clip inviate dai fan, viene continuamente riproposto. Il 16 dicembre la trasmissione del video è stata interrotta, ottenendo di fatto il record di video musicale più lungo secondo il Guinness dei primati, con una durata di 177 giorni, 16 ore, 10 minuti e 25 secondi.

## Tracce
Testi e musiche di Tyler Joseph.
Download digitale
1. Level of Concern – 3:40

Download digitale – versione dal vivo
1. Level of Concern (Live from Outside) – 3:42

## Formazione
Gruppo
- Tyler Joseph – voce, chitarra, basso, tastiera, programmazione
- Josh Dun – batteria, percussioni, cori

Produzione
- Tyler Joseph – produzione, registrazione
- Paul Meany – produzione
- Adam Hawkins – missaggio
- Chris Gehringer – mastering

## Successo commerciale
Level of Concern ha segnato il secondo miglior debutto del duo nella classifica statunitense dopo aver esordito alla 23ª posizione nella pubblicazione del 25 aprile 2020, accumulando 10,6 milioni di riproduzioni in streaming, 12 000 copie digitali e 18,2 milioni di ascoltatori radiofonici, tanto da debuttare al vertice della Hot Rock & Alternative Songs. Nella settimana del 9 maggio 2020 ha raggiunto la vetta della Alternative Airplay, diventando la settima canzone del duo ad eseguire tale risultato. Allo stesso tempo ha raggiunto la 2ª posizione della classifica radiofonica rock grazie ad un'audience pari a 8,4 milioni.

## Classifiche
| Classifica (2020)                | Posizione massima |
| -------------------------------- | ----------------- |
| Austria                          | 42                |
| Belgio (Fiandre)                 | 63                |
| Belgio (Vallonia)                | 52                |
| Canada                           | 53                |
| Canada (rock)                    | 17                |
| Croazia                          | 46                |
| Estonia                          | 18                |
| Grecia                           | 58                |
| Irlanda                          | 29                |
| Lituania                         | 27                |
| Paesi Bassi                      | 63                |
| Portogallo                       | 95                |
| Regno Unito                      | 42                |
| Repubblica Ceca                  | 27                |
| Slovacchia                       | 40                |
| Stati Uniti                      | 23                |
| Stati Uniti (alternative)        | 1                 |
| Stati Uniti (rock & alternative) | 1                 |
| Svizzera                         | 85                |
| Ungheria                         | 18                |